# Robert Schwebler
Robert Schwebler (* 22. März 1926 in Feketić, Königreich Jugoslawien; † 17. Oktober 2012) war ein Volkswirt und Versicherungswissenschaftler.

## Werdegang
Schwebler legt 1944 in Novi Sad sein Abitur ab und war anschließend im Kriegseinsatz und bis 1949 in Gefangenschaft. Er studierte Volkswirtschaftslehre an der Universität München und promovierte 1954 an der Universität Innsbruck mit der Arbeit Sparprozess und Kapitalbildung der deutschen Privatversicherung. 1954 trat er in die Karlsruher Lebensversicherungs-AG ein und war ab 1964 deren Vorstandsvorsitzender. Außerdem war er Aufsichtsratsvorsitzender der Karlsruher Versicherung AG und der Karlsruher Hinterbliebenenkasse AG.
Von 1982 an unterrichtete er am Lehrstuhl für Versicherungswissenschaft der Universität Karlsruhe. Seit 1993 werden jährlich wissenschaftliche Arbeiten, die an diesem Lehrstuhl angefertigt oder betreut wurden, mit dem Robert-Schwebler-Preis ausgezeichnet.

## Ehrungen
- 1977: Ehrensenator der Universität Karlsruhe
- 1986: Großes Bundesverdienstkreuz
- 1990: Verdienstmedaille des Landes Baden-Württemberg